# Serra das Minas
Serra das Minas é uma localidade da freguesia de Rio de Mouro, a 6 km da sede do Município de Sintra e 15 km da capital de Portugal Lisboa. É uma área domiciliar, mas conta com muitos comércios e algumas grandes empresas. Existe um parque urbano, tem cerca de 3 hectares e situa-se a sul da Rua de Plutão e limitado a sul pelo IC19. O Parque Urbano da Serra das Minas tem uma área considerável, destacando-se uma mata de pinheiros, um parque infantil, um polidesportivo e um Half Pipe (rampa de skate). 